# Birgit Muggenthaler
Birgit Muggenthaler-Schmack (Múnich, 2 de enero de 1974) es una cantante y música alemana, reconocida por su trabajo con las bandas Schandmaul y Sava.

## Carrera
Birgit recibió una educación clásica en flauta dulce, piano, contrabajo y voz. Más tarde aprendió la ejecución de instrumentos de música folk como la zanfona y la gaita.
En 1997 ingresó en una banda llamada Flange, especializada en música de baile francesa. Poco tiempo después fue cofundadora de las bandas Schandmaul (1998) y Faun (1999). De Faun se separó en 2000. En 2004, Birgit inició un proyecto junto a Oliver "SaTyr" Pade von Faun titulado Sava. Dicho proyecto de música folk tradicional ha publicado tres álbumes hasta la fecha.
Birgit ha sido un miembro constante de Schandmaul, que ha lanzado nueve álbumes de estudio y tres álbumes en vivo hasta la fecha, habiendo tocado alrededor de 600 conciertos.
Birgit Muggenthaler-Schmack está casada, tiene dos hijos y vive en Regensburg.